# Tor douronensis
Tor douronensis és una espècie de peix cipriniforme de la família dels ciprínids.

## Morfologia
Els mascles poden assolir els 35 cm de longitud total.

## Distribució geogràfica
Es troba des de Tailàndia fins a Vietnam i Indonèsia, incloent-hi els rius Mekong i Chao Phraya.